# Wikipédia en bambara
Wikipédia en bambara (en bambara : Wikipedi Bamanankan) est l’édition de Wikipédia en bambara, langue mandingue principalement parlée au Mali. L'édition est lancée en août 2004 et dans les faits en février 2005. Son code est : bm.
Au 20 mars 2025, l'édition en bambara contient 892 articles et compte 11 883 contributeurs, dont 18 contributeurs actifs et 1 administrateur.

## Présentation
Wikipédia en bambara est établie en 2005. Au cours d'une mission au Mali, le Néerlandais Kasper Souren fonde Wikipédia en bambara. Pour encourager l'essor de ce projet, Souren sollicite des locuteurs du bambara dans un centre communautaire de Bamako, en leur payant un dollar par article rédigé dans cette langue. Fournis sous la forme de fichiers Word, les articles collectés ainsi sont mis en ligne par Souren sur Wikipédia tout en créditant leurs auteurs sans que ces derniers ne se connectent à Internet.

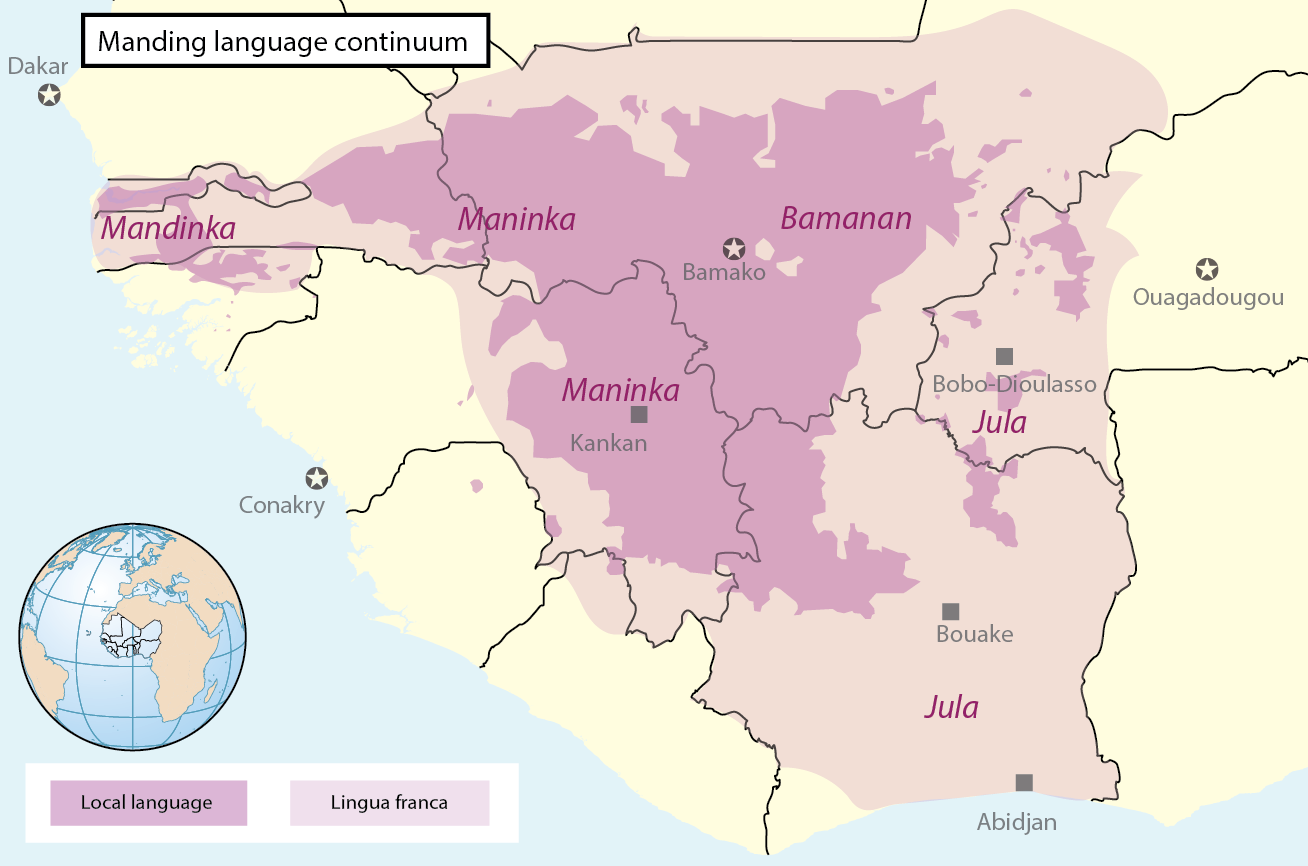
Répartition géographique des langues mandingues.

## Statistiques
- Le 11 décembre 2020, Wikipédia en bambara comporte 670 articles[5].
- Le 22 septembre 2022, elle contient 776 articles et compte 9 930 contributeurs, dont 12 contributeurs actifs et 2 administrateurs.
- Le 24 septembre 2024, elle contient 838 articles et compte 11 555 contributeurs, dont 14 contributeurs actifs et 1 administrateur.